# Evaniella huebneri
Evaniella huebneri är en stekelart som först beskrevs av Per Abraham Roman 1917.  Evaniella huebneri ingår i släktet Evaniella och familjen hungersteklar. Inga underarter finns listade i Catalogue of Life.